# スティング (映画)
『スティング』（The Sting）は、1973年のアメリカ合衆国の犯罪コメディ映画。製作会社はユニバーサル・ピクチャーズで、監督はジョージ・ロイ・ヒル。アメリカン・ニューシネマの代表作『明日に向って撃て!』で共演したポール・ニューマンとロバート・レッドフォードが再共演を果たし大ヒットした。

## 概要
1936年のシカゴを舞台に詐欺で日銭を稼ぐ1人の若者が、親同然の師匠を殺害したギャングに復讐するために伝説的な賭博師と協力し、得意のイカサマで相手組織を徐々に追い詰めていく様を描いたコメディ映画。信用詐欺（コン・ゲーム）を扱った代表的な映画である。悪役はロバート・ショウが演じた。
第46回アカデミー賞作品賞受賞作品。また、2005年に合衆国・国立フィルム保存委員会がアメリカ国立フィルム登録簿に新規登録した作品の1つである。
原題のStingは本来は英語で「刺す」「刺すような痛みを与える」「―をずきずきさせる」「心を刺す、責める」などの意味だが、ここでは「騙す、法外な代金を請求する、ぼったくる」という俗語。音楽はマーヴィン・ハムリッシュが担当し、「エンターテイナー」はビルボードで3位まで上昇する大ヒットとなった。インストルメンタルの曲が、これほどの大ヒットとなるのは、珍しい現象だった。曲はスコット・ジョプリンの『ジ・エンターテイナー』を編曲した曲で、映画、音楽ともに大成功となった。

## ストーリー

### Plot 1
1936年9月、イリノイ州ジョリエット（シカゴの南西64キロメートル (40 mi)の市）でギャングの手下であるモットーラが、違法賭博の売上金11,000ドル（現在価値で約20万ドル。貨幣価値については後述）をシカゴに持っていく途中に路上で強盗の現場を目撃。アフリカ系の男がナイフで足を刺され、大金が入った財布を盗まれた。通りすがりの別の男が犯人の足にカバンを投げつけて撃退し、モットーラは犯人が落とした財布を拾った。通りすがりの男が警察を呼ぼうとすると被害者の男に止められた。聞くと男はギャングを主な顧客とする賭博場のオーナーであるらしい。財布の中身は顧客に渡すための金5,000ドルで、約束の4時までに届けなければ流用したと疑われ殺されてしまうという。被害者の男は、財布を届ければ謝礼として100ドルを支払うと約束。通りすがりの男が厄介事に関わるのを嫌ったため、モットーラがその役目を買って出た。財布の中身ごと自分のものに出来ると睨んだからだ。
大金を乱雑にポケットに入れるモットーラに、通りすがりの男は、モットーラの所持金と一緒にズボンの中に入れた方が安全だと助言した。モットーラはタクシーに乗ると、大金が自分のものになったと高笑いする。しかし「大金」が入った袋を開けてみると中身は大量のチリ紙だった。実は、通りすがりの男と被害者の男と強盗は詐欺グループで、まんまとモットーラを騙したのだ。
通りすがりの男はフッカーという名の詐欺師で、助言する際にモットーラの所持金だけを盗み取り、用意していた大量のチリ紙が入った袋をモットーラに渡したのだ。被害者役のルーサーはフッカーにとって親同然の師匠で、足は刺されてなどいなかった。モットーラは大量の売上金を所持していたためフッカーとルーサーは大儲けに成功した。しかしフッカーは図に乗り自らの取り分をさらに増やそうとルーレット賭博に投じて失敗。ルーサーは自らの取り分と引き換えにフッカーを組織から脱退させ、古い友人の元に行くよう命じた。
落ち込むフッカーの前に、警察官であるスナイダーが現れ、前述の詐欺で大金を手にした事を問い詰めた。スナイダーによるとその金はドイル・ロネガンという大物ギャングの手元に渡る予定のもので、警察がロネガンに事実を伝えればフッカーは殺されると忠告する。モットーラがロネガンの手下であると知ったフッカーは、取り分の一部を要求してきたスナイダーにパッと見では判別のつかない偽造紙幣を手渡してひとまず難を逃れた。
しかし詐欺の師匠でもあるルーサーの命が狙われると考えたフッカーは、近くの店に飛び込み彼と電話で連絡を取ろうとしたが繋がらない。急いで彼のアジトに向かったが、ルーサーはすでにロネガンの手下により殺害されていた。

### Plot 2
フッカーは、かつてルーサーに紹介されたヘンリー・ゴンドーフを尋ねてシカゴへと向かった。フッカーが目にしたゴンドーフの姿は伝え聞いた「大物詐欺師」とは程遠く、娼館主であるビリー（女性）の経営する屋内遊園地兼娼館兼酒場で寝泊りする体たらくであった。当初は落ちぶれた生活の惰性やフッカーの減らず口にやる気のなかったゴンドーフだが、旧友であるルーサーを殺された怒りとフッカーがロネガンに対して抱いている熱い復讐心への共感から、再び動き出すことを決めた。
身なりを整え新しく家を借りたゴンドーフとフッカーは昔の詐欺仲間を呼び集め作戦を練り始めた。仲間によるとロネガンは堅気の人物に見せかけるために慈善団体に所属し、酒にも煙草にも女にも手を出さず、スポーツにも興じない。しかしポーカーにだけは目がなく、時にイカサマを働いてまで勝ちを狙うことを知る。視察のために時々シカゴを訪れるロネガンが移動の列車の中で行われるポーカーに参加すると聞いたゴンドーフはその機会を狙いポーカーに参加。ポーカーをきっかけにロネガンを騙す事に決めた。
しばらく使用されていない地下室を偽の賭博場に仕立て、ロネガンを迎える準備をした。場所を借りるときの仲介屋にロネガンとの勝負を伝えると「勝てるわけが無い」と手数料を歩合では無く固定（フラットレート）に指定された。一方、フッカーに偽札をつかまされたスナイダーは、管轄外のシカゴまでフッカーに追いすがり、ビリーの店にまで現れバッジをチラつかせていた。

### Plot 3
ゴンドーフらは、ロネガンの乗車する列車に乗り込んだ。ビリーが車内の狭い通路でロネガンの財布を掏ることに成功した。ゴンドーフはロネガンと同じ組で賭博ポーカーができるよう、車掌に多額の心付けを渡した。かくしてロネガンと直接対決することになったゴンドーフは「ショウ」と名乗り、したたかに酔ったかのように装い、次々と勝負に勝ち続けた。
激昂したロネガンは一度休憩を取り、3と9のカードでイカサマをするように手下に指示する。ロネガンの手元に9を4枚、ゴンドーフの手元には3を4枚巡らせる事で必ずロネガンが勝てるように仕組んだのだ。そしてイカサマは成功したかに見えた。互いに大量のチップで賭け金を吊り上げる中、余裕の表情を見せるロネガン。しかし、ゴンドーフはイカサマされた自分の手札にさらにイカサマ札（ジャック〈J〉のカード4枚）を加えてさらに強い手を作り、ロネガンに15,000ドルの大損をさせる。
ロネガンは負け金を支払おうとしたが、その時点で初めて財布を盗まれたことに気づいた。「部屋に財布を忘れたようだ」と言い逃れするロネガンにゴンドーフは「おい、その手は食わないぜ。勝負をする時ゃ銭を持って来い！逃げる気かこの野郎！」と挑発。激昂するロネガンに「わかった、こうしよう。5分後にうちの若いのをそっちにやる。もし払わなきゃ、シカゴ中に触れ回ってやるからそう思え。とんだ鼻つまみ者になるぞ！」と告げ、その他のメンバーから獲得した勝ち金を手にしてその場を後にした。そして自分の部屋に戻り、フッカーに「お前の出番だ」「（ロネガンは）カンカンだ、用心しろ」と告げてフッカーに後の役目を任せた。
ロネガンの部屋を訪れたフッカーは「ケリー」と名乗った。フッカーは懐からロネガンの財布を取り出し、「ショウ」が連れの情婦に盗ませたと告げ口した。「計画通りさ。ショウはあんたに勝つ機会を狙ってた。はまったな」と話す「ケリー」にロネガンは激怒する。フッカーとゴンドーフの両方を始末しようとするロネガンにフッカーは「負けた相手を消すのはどんなものかな。鼻をへし折ってやったらどうだ？」「奴の組織を乗っ取る。あんたにその手助けをして欲しい」と提案。ロネガンの用意した車に乗せられたフッカーはその車内で、「ショウの経営する賭博場で詐欺を働けば借りを返すどころか負け金を遥かに上回る大金を手にできる」と告げる。そして翌日の午後に賭博場の近くの店で詳細を話すことを約束してロネガンと別れた。車を降りて帰宅したフッカーをロネガンの配下の殺し屋たちが待ち構えていたが、辛くも逃げ延びた。
その後ゴンドーフの元へ戻り、指示通りタネを明かし、ロネガンを丸め込む事に成功した事と殺すと脅された事を報告する。その話を聞いたゴンドーフは「大仕事に危険はつきものだ」と告げる。

### Plot 4
失敗の報を聞いたロネガンは激怒し、一流のプロ「サリーノ」にフッカーを確実に殺すよう命じるが、フッカーが「ケリー」だということには気づかなかった。
ゴンドーフが、自ら構えた偽の賭博場で順調に準備を進めるのと時を同じくして、フッカーはロネガンと待ち合わせた店にいた。話によると「ケリー」は賭博場へ電信を送る電報局の中央局長と繋がりを持っており、賭博場に送る競馬中継を実際よりも数分遅れたものにさせる事ができるという。その時間差の内に電話で教えられた当たり馬券を購入すればすぐに賭博場のオーナーである「ショウ」を破産させる事ができるとのことだ。しかし最初の1回はあくまでテストのため賭け金は2,000ドルに留めた。本命のレースはその後にするという事だ。そしてレースは始まりロネガンの賭けた馬は見事勝利した。
これを機にロネガンが一気に大金を投資すると期待したフッカーであったが、まだ何か裏があると察したロネガンは賭け金は小額ずつしか出さず様子見をした。
ロネガンと別れたフッカーの前に、スナイダーが現れる。シカゴ名物の高架鉄道の駅の屋根から跳ぶという荒業で辛うじて逃げのびたフッカーの背中に、スナイダーは怒号と罵声を浴びせるのだった。スナイダーの事を聞かされたゴンドーフは、フッカーがスナイダーの事を話さずにいたことに呆れつつも「何か手を打たなきゃならんな」と考えこむ。なおも血気にはやるフッカーに対し、ゴンドーフは「俺はお前の弾よけじゃない」と冷淡に告げた。

### Plot 5
フッカーを完全に信じ切れずにいるロネガンは、電報局の担当者との面会を要求する。あわてたフッカーは急慮仲間の一人を担当者に仕立て上げロネガンと面会させることにした。
フッカーの仲間は電報局に塗装業者に変装して潜入する。いわゆるカゴ抜け詐欺の手口で「担当者」になりすまし、職場での会話ははばかられると誘導し密談の場所を変えた。もう一度だけ競馬中継の操作をしてほしいと申し出るフッカーとロネガンに対し「担当者」は査察官が目を光らせているとして断った。しかし、ロネガンは次も操作に成功すればその時に50万ドルの大金を賭けてその儲けを山分けすると言って、強引に競馬中継の操作を約束させた。
そのころフッカーを追うスナイダーはゴンドーフを追う連邦捜査局（FBI）捜査官ポークに呼ばれ、ゴンドーフを陥れるためにその友人であるフッカーを逮捕する事を要請され、しぶしぶながら了承する。

### Plot 6
レース当日、ロネガンはいつもの店で賭ける馬を電話で指定された。一方、ゴンドーフの賭博場ではスタッフが配当の低いレースを探していた。もし最後の仕上げである「とどめの一撃」前にロネガンに大金を賭けられたら配当金を支払えないからである。かろうじて配当金の低いレースを探し出した折、ロネガンが賭博場に姿を現した。大金を賭けられてしまうと察したゴンドーフは窓口の担当者に時間をかせがせ、ロネガンの番が来たときに、すかさずレースの中継を開始。ロネガンの馬券購入を阻止した。腑に落ちないロネガンであったがレース結果が先ほど店で伝えられたそれと一致したためフッカーと電報局の「担当者」を完全に信頼する事にした。ロネガンは賭博場にいたフッカーを呼び、明日のレースのために50万ドルを用意すると告げた。
その夜、なじみの食堂で自分を追っている殺し屋らしき男をガラス越しに発見したフッカーは、店のトイレにある窓を1つ開けるよう新顔のウェイトレスであるロレッタに頼み込む。トイレの同じ個室に鍵を掛けて彼女と潜み、開いた窓から「殺し屋」を外に追い出そうと目論んだのだ。わざと食堂の外に出て「殺し屋」を店内に誘き寄せたフッカーの作戦は成功。「殺し屋」が窓から外に出た隙に食堂の入口から逃亡したフッカーは何とか逃げ切る事に成功した。
一方、ロネガンの殺し屋は、手柄の独り占めをもくろんだ（本来は仲間・同僚である）「サリーノ」に始末されていた。
次の朝、ついにフッカーは自宅アパートで待ち構えていたスナイダーに捕らえられてしまう。FBIの事務所に連行されたフッカーはゴンドーフを追うFBIの捜査官ポークから、次に詐欺を働くのはいつなのかとゴンドーフに聞いて来いと迫られた。教えなければ20年の懲役に服さねばならないという。フッカーはそれでも断るが、それなら代わりにルーサーの未亡人であるアルバを微罪で逮捕すると言われて仕方なく捜査に協力する事にし、ゴンドーフを裏切る事を決めた。
行くあてのないフッカーはロレッタの部屋を訪れ、共に一夜を過ごす。だが、その部屋の外からは別の「殺し屋」が様子をうかがっていた。

### Plot 7
作戦の当日、フッカーは賭博場に向かう途中でロレッタに遭遇する。抱擁を交わそうとしたその瞬間、フッカーの背後から銃弾が放たれロレッタの頭部を撃ち抜いた。呆然とするフッカーに、銃を撃った「殺し屋」はロレッタが着ていたコートの袖に隠されていたサイレンサー付き拳銃を示した。実はロレッタこそがフッカーを殺害するためにロネガンが雇った殺し屋「ロレッタ・サリーノ」であり、「殺し屋」はゴンドーフがフッカーの元に遣わしたボディーガードであった。一夜を共にしたロレッタが前日の夜にフッカーを殺さなかったのは、部屋に入る際に向かいの部屋の老婆に、2人で部屋に入るのを見られていたからであった。
賭博場では、いつものように電話で賭けるべき馬を聞いたロネガンが、その馬の単勝に50万ドルの大金をつぎ込んだ。あまりの賭け金の大きさにすぐに静まり返る店内だったが、「とても受けられない、負けたら破産する」と賭けを断ろうとするゴンドーフに対し、ロネガンが「詐欺師をやってるんじゃないのか？クソ意気地の無い野郎だ」と挑発する。すぐにオッズを確認し、結局ゴンドーフはこの賭けを受け付けた。ロネガンは余裕の表情で席に着いた。そこに電報局の担当者が心配になったと姿を見せた。担当者が伝えた通りに買ったかどうかロネガンに確認すると、ロネガンは「指定された馬の単勝に50万ドルを賭けた」と告げる。すると担当者は驚き「複勝だ！相手と言ったろ！その馬は2着だ」と憤慨した。
慌てたロネガンが賭けの取り消しを要求しに馬券売り場に駆け込んだその時、賭博場にポーク率いるFBIとスナイダーが現れた。ゴンドーフに逮捕を告げたポークがフッカーに労いの言葉を掛けると、フッカーに裏切られたことに気づいたゴンドーフはフッカーに発砲する。それを見たポークもゴンドーフに発砲し、フッカーとゴンドーフは共に倒れ、動かなくなった。ポークはスナイダーに急いでロネガンを外に連れ出すよう命ずる。ロネガンは50万ドルが店内に残ったままだと主張するが、スナイダーは聞く耳を持たなかった。
スナイダーがロネガンを外に連れ出したのを確認すると、ポークは床に倒れているフッカーに声を掛けた。するとフッカーは目を開け、笑いながらゆっくりと起き上がった。そしてポークはゴンドーフにも声を掛け、同じようにゴンドーフも起き上がった。ゴンドーフもまた、ポークに労いの言葉を掛ける。これらは全て、ゴンドーフとポークこと詐欺師ヒッキーによる、悪徳警察官スナイダーとギャングのボスであるロネガンを騙すための大掛かりな芝居だったのである。
偽の賭博場が解体される中、ゴンドーフとフッカーは人混みへと消えて行った。

## キャスト
ヘンリー・ゴンドーフ
Henry Gondorff
演 - ポール・ニューマン
30年のキャリアを持つ伝説的詐欺師。株取引詐欺が成功寸前でばれたため連邦捜査局（FBI）に追われる身となり、シカゴに逃亡。
ビリーの遊園地の回転木馬の整備をしながら細々と生活していたが、親友ルーサーの弔い合戦に動き出す。

ジョニー・フッカー
Johnny Hooker
演 - ロバート・レッドフォード
詐欺で生計を立てる若い詐欺師。青臭く、生意気な性格。違法賭博の売上金を詐欺でくすねた事で、ギャングの大ボスであるロネガンの怒りを買い、師匠であるルーサーを殺されてしまう。
ゴンドーフと共にルーサーの敵を討とうとする。

ドイル・ロネガン
Doyle Lonnegan
演 - ロバート・ショウ
ニューヨークとシカゴの街を牛耳るギャングのボス。跛行のアイルランド系アメリカ人。
賭博場、食肉工場、銀行を経営し、さらには大勢の政治家との繋がりがある。多数のライバルを消して成り上がり、手下から資金の一部を奪ったフッカーらを必ず殺害することを命じる残虐な性格の持ち主。

ウィリアム・スナイダー
William Snyder
演 - チャールズ・ダーニング
フッカーが暮らすイリノイ州ジョリエットの警察署に勤務する警部補。
ロネガンがフッカーの命を狙っていることをフッカーに忠告する。極めて暴力的で、すぐに金銭を要求する悪徳警官。

キッド・ツイスト
Kid Twist
演 - ハロルド・グールド
ゴンドーフの旧友で詐欺仲間。
詐欺師のコミュニティに広く顔が聴き、エディら詐欺仲間の招集、サクラの調達、場所の確保、会計士の変装とルーサーの弔い合戦の準備を行う。

J.J. シングルトン
J.J. Singleton
演 - レイ・ウォルストン
ゴンドーフの旧友で詐欺仲間。ロネガンの身辺を洗い出したり、イカサマの手助け、ラジオ中継の模写など幅広くルーサーの弔い合戦に尽力する。

エディ・ナイルズ
Eddie Niles
演 - ジョン・ヘファナン
ゴンドーフの旧友で普段は銀行員として働いている詐欺仲間。ロネガンの趣味、財力を調べたり、イカサマの手助け、賭博場の受付など幅広くルーサーの弔い合戦に尽力する。

ビリー
Billie
演 - アイリーン・ブレナン
ゴンドーフの友人であり娼館のあるじ。ゴンドーフから「女伯爵」と呼ばれ、経営する屋内遊園地兼酒場兼娼館に彼を住まわせている。詐欺師としての腕前も持ち、ロネガンに対してスリを働く。

エリー・キッド
Erie Kid
演 - ジャック・キーホー
フッカーの親友で詐欺仲間。ロネガンに命を狙われたフッカーを逃亡させる。スナイダーによる暴力に遭いながらもフッカーの居所を話さなかったため、それを目撃していたキッドにガッツを買われてルーサーの弔い合戦に参加する。
ヒッキー
Hickey
演 - ダナ・エルカー
連邦捜査局（FBI）捜査官ポークに扮してスナイダー(と視聴者)を騙す。

ルーサー・コールマン
Luther Coleman
演 - ロバート・アール・ジョーンズ
アフリカ系の大物詐欺師であり、フッカーとキッドの師匠。カジノの売上金を詐欺で手に入れた事で詐欺師稼業から足を洗おうとするが、ロネガンの怒りを買い、アジトの窓から突き落とされて殺害される。

ロレッタ
Loretta
演 - ディミトラ・アーリス
フッカーが使っている食堂で働く女性。殺し屋に命を狙われているフッカーの逃亡に力を貸す。
実はフッカーの命を狙うロネガンが雇った殺し屋 ロレッタ・サリーノ。

## スタッフ
- 監督 - ジョージ・ロイ・ヒル
- 脚本 - デヴィッド・S・ウォード
- 製作 - リチャード・D・ザナック、トニー・ビル（英語版）、ジュリア・フィリップス、マイケル・フィリップス
- 撮影 - ロバート・サーティース
- 音楽 - マーヴィン・ハムリッシュ
- ピアノ演奏 - スコット・ジョプリン『ジ・エンターテイナー』
- 美術 - ヘンリー・バムステッド（英語版）
- 衣裳デザイン - イーディス・ヘッド
- 編集 - ウィリアム・H・レイノルズ
- 提供 - ユニヴァーサル映画、ザナック＝ブラウン・プロダクション

### 日本語版
|      | 日本テレビ版      | テレビ朝日版 | ソフト版 |
| 演出 | 佐藤敏夫          | 福永莞爾     | 圓井一夫 |
| 翻訳 | 平田勝茂          | 平田勝茂     | 余語健   |
| 調整 | 平野富夫          | 蝦名恭範     |          |
| 効果 | 遠藤堯雄 桜井俊哉 | リレーション |          |
| 選曲 | 重秀彦            |              |          |
| 制作 | 東北新社          | 東北新社     | 東北新社 |

## 日本語吹替
| 役名                 | 俳優                         | 日本語吹替 | 日本語吹替                                                              | 日本語吹替                                            | 日本語吹替 |
| 役名                 | 俳優                         | 日本テレビ版 | テレビ朝日版                                                            | ソフト版                                              |            |
| -------------------- | ---------------------------- | --- | ----------------------------------------------------------------------- | ----------------------------------------------------- | ---------- |
| ヘンリー・ゴンドーフ | ポール・ニューマン           | 川合伸旺 | 津嘉山正種                                                              | 小川真司                                              |            |
| ジョニー・フッカー   | ロバート・レッドフォード     | 柴田恭兵 | 山寺宏一                                                                | 内田夕夜                                              |            |
| ドイル・ロネガン     | ロバート・ショウ             | 木村幌 | 有川博                                                                  | 池田勝                                                |            |
| スナイダー           | チャールズ・ダーニング       | 宮川洋一 | 石田太郎                                                                | 島香裕                                                |            |
| J.J.                 | レイ・ウォルストン           | 永井一郎 | 大木民夫                                                                | 牛山茂                                                |            |
| ロレッタ             | ディミトラ・アーリス         | 新橋耐子 | 一柳みる                                                                | 本田貴子                                              |            |
| ビリー               | アイリーン・ブレナン         | 清水良英 | 来宮良子                                                                | 塩田朋子                                              |            |
| キッド・ツイスト     | ハロルド・グールド           | 西田昭市 | 中村正                                                                  | 小島敏彦                                              |            |
| エディ・ナイルズ     | ジョン・ヘフマン （英語版）  | 上田敏也 | 有本欽隆                                                                | 村松康雄                                              |            |
| ポーク               | ダナ・エルカー               | 山内雅人 | 緒方賢一                                                                | 緒方賢一                                              |            |
| エリー・キッド       | ジャック・ケホー             | 角野卓造 | 池水通洋                                                                | 田中一永                                              |            |
| ルーサー・コールマン | ロバート・アール・ジョーンズ | 金井大 | 阪脩                                                                    | 緒方賢一                                              |            |
| モットーラ           | ジェームズ・スローアン       | 徳丸完 | 梁田清之                                                                |                                                       |            |
| フロイド             | チャールズ・ディアコップ     | 青野武 | 田中亮一                                                                |                                                       |            |
| コーム               | アーチ・ジョンソン           | 大宮悌二 | 村松康雄                                                                | 乃村健次                                              |            |
| グレンジャー         | エド・ベイキー （英語版）    | 千葉耕市 | 千田光男                                                                |                                                       |            |
| コメディアン         | レオナルド・バー             | 北村弘一 | 増岡弘                                                                  |                                                       |            |
| アルバ               | ポーリーン・マイヤーズ       | 麻生美代子 | さとうあい                                                              |                                                       |            |
| 黒手袋の男           | ジョー・トルネーター         | 飯塚昭三 | 増岡弘                                                                  |                                                       |            |
| ディーラー           | ウィリアム・ベネディクト     | 田村錦人 |                                                                         |                                                       |            |
| その他               | N/A                          | 大久保正信 兼本新吾 馬場はるみ 亀井三郎 矢田耕司 円福恵子 片岡富枝 高橋ひろ子 鎗田順吉 新井和夫 幹本雄之 嶋俊介 村山明 熊谷誠二 | 神山卓三 堀越真己 幹本雄之 岸野一彦 秋山嘉子 坂東尚樹 丸山詠二 真殿光昭 | 船木真人 髙階俊嗣 風間秀郎 吉野貴宏 津川祝子 加納千秋 |            |

- 日本テレビ版：1980年12月24日『水曜ロードショー』（約120分）
- テレビ朝日版：1991年12月1日『日曜洋画劇場』（約119分）
- ソフト版：2005年12月23日 DVD[注 5]

※2018年10月11日発売の『ユニバーサル 思い出の復刻版 ブルーレイ』にはソフト版に加え、日本テレビ版とテレビ朝日版の吹き替えも収録。また、2021年7月21日発売の4K Ultra HD+Blu-rayにも思い出の復刻版と同仕様のブルーレイが収録された。
上記のものの他に、ポール・ニューマンを羽佐間道夫、ロバート・レッドフォードを広川太一郎が吹き替えたバージョンが存在する。また、額田やえ子が翻訳を担当した機内上映版が存在する。

## 解説
プロデューサーはポール・ニューマンに50万ドルのギャラを提示し、ニューマンは契約書にサインした。ニューマンはスティングより前の5作品が興行的に不振だったため、スティングでは成功する必要があった。女性ライターのジュリア・フィリップスは1991年の著書で、ロバート・ショウがアカデミー助演男優賞を逃した理由は、ショウがニューマンやレッドフォードとの名前の順番にこだわったからだと記している。
詐欺師の手法をフィールドワークで集めた言語学者、デヴィッド・W・モラーの著作『詐欺師入門―騙しの天才たち:その華麗なる手口』に基づいている。「ゴンドーフ」や「JJ」といった名前は20世紀初期に実在した詐欺師たちの名前に因んでいる。犯罪映画に分類されることもある。レッドフォード演じるフッカーは当初ジャック・ニコルソンに出演が打診されていたが、断られた。
- ロバート・レッドフォード演じるジョン・フッカーの名前の由来は、ブルース歌手のジョン・リー・フッカーと見られている。
- 製作会社のユニバーサル・ピクチャーズにとって、『西部戦線異状なし』以来43年ぶりにアカデミー作品賞を受賞した作品である。
- レッドフォードは出演した『アクターズ・スタジオ・インタビュー』の中で、『スティング』（注：本作）を全編通して観たのは2004年6月が初めてであると語った。
- 撮影当時、ロネガンを演じるロバート・ショウは足首を負傷していたため、ロネガンを足を引きずって歩く人物という設定にした。
- チャールズ・ダーニング演じるスナイダー刑事が、アイリーン・ブレナン演じるビリーの手にビールをかけるシーンはダーニングによるアドリブである。
- ポール・ニューマン演じるゴンドーフが劇中、華麗にトランプを操るシーンがあるが、身代わり（ボディダブル）を使用しており、実際に操っているのは米国内で著名なマジシャンであるジョン・スカーンである。

## 評価
- Rotten Tomatoesによれば、批評家の一致した見解は「ポール・ニューマンとロバート・レッドフォード、そしてジョージ・ロイ・ヒル監督が、魅力とユーモア、そして少しの巧妙なひねりがあれば素晴らしい映画になることを証明している。」であり、63件の評論のうち高評価は94%にあたる59件で、平均点は10点満点中8.3点となっている[11]。
- Metacriticによれば、17件の評論のうち、高評価は12件、賛否混在は5件、低評価はなく、平均点は100点満点中83点となっている[12]。

## 受賞/ノミネート
第46回アカデミー賞
| 受賞           | 人物                                                                               |
| 作品賞         | リチャード・D・ザナック トニー・ビル マイケル・フィリップス ジュリア・フィリップス |
| 監督賞         | ジョージ・ロイ・ヒル                                                               |
| 脚本賞         | デヴィッド・S・ウォード                                                            |
| 編集賞         | ウィリアム・H・レイノルズ                                                          |
| 美術賞         | ヘンリー・バムステッド ジェームズ・ペイン                                          |
| 衣裳デザイン賞 | イーディス・ヘッド                                                                 |
| 編曲・歌曲賞   | マーヴィン・ハムリッシュ                                                           |
| ノミネート     |                                                                                    |
| 主演男優賞     | ロバート・レッドフォード                                                           |
| 撮影賞         | ロバート・サーティース                                                             |
| 録音賞         | ロナルド・K・ピアース ロバート・バートランド                                       |

第48回キネマ旬報ベスト・テン
委員選出外国語映画第4位/読者選出外国語映画第1位/読者選出外国語映画監督賞
この作品のDVDには長らく日本語音声が収録されていず、日本語字幕のみでしか鑑賞ができなかった。販売元がソニー・ピクチャーズ エンタテインメントからユニバーサルに代わってもその仕様は変わらなかった。しかし2005年に、特典映像としてオリジナルの予告編や俳優・スタッフが語る「スティングの見どころ」を収録したDVD『スティング スペシャル・エディション』の発売に伴い、ようやく日本語吹替音声が収録された。その後も通常版では日本語音声なしだったが、blu-rayの通常版には日本語吹替音声が収録されるようになった。

## 書籍
作品内で用いられた詐欺の手法を詳細に記した『The Big Con』は1940年に初版され、1999年に再版された。また、ロバート・ウィーバーカによる日本語訳ノベライズ『スティング』（村上博基 訳、ハヤカワ文庫、1974年、ISBN 978-4-1504-0063-7）がある。